# Alejandro Otero
Alejandro Otero (El Manteco, 7 maart 1921 – Caracas, 13 augustus 1990) was een Venezolaans schilder en beeldhouwer.

## Leven en werk
Otero studeerde van 1939 tot 1945 aan de Escuela de Artes Plásticas y Artes Aplicades in Caracas. Medestudenten waren onder anderen Carlos Cruz-Diez en Jesús Rafael Soto. Na zijn studie, in 1946, vertrok hij, zoals vele Venezolanen, naar Parijs, waar hij twee jaar bleef. Hij creëerde in deze periode zijn serie Las Cafeteras (koffiepotten), die in 1948 voor het eerst werd geëxposeerd in de Union Panamericana in Washington D.C. en later in het Museo de Belles Artes de Caracas. Cruz-Diez raakte steeds meer in de ban van de geometrische abstractie, waarin rechte lijnen de hoofdrol speelden, duidelijk geïnspireerd door Piet Mondriaan en De Stijl. Hij was een van de oprichters van de Venezolaanse kunstenaarsgroep Los Disidentes.
In 1950 mocht Cruz-Díez zijn vriend Jesús Rafael Soto in Parijs verwelkomen.
Zelf keerde hij in 1952 weer terug naar Venezuela.
Otero nam in 1956 (en in 1983) namens Venezuela deel aan de Biënnale van Venetië en in 1957 aan de Biënnale van São Paulo, waar hij een eervolle vermelding kreeg.
In de zestiger jaren verliet hij de schilderkunst om over te stappen op de beeldhouwkunst. Hij legde zich met name toe op grootschalige sculpturen voor de openbare ruimte, zoals Delta Solar (1977) bij het Smithsonian Air and Space Museum in Washington D.C.. Zijn werk wordt gerekend tot de kinetische kunst en is opgenomen in de collecties van vooraanstaande musea in Venezuela, de Verenigde Staten en elders in de wereld.

## Universiteit van Caracas
Zoals vele Venezolaanse maar vooral internationale kunstenaars (zoals Hans Arp, Fernand Léger en Henri Laurens) leverde ook Otero een bijdrage aan het nieuwbouwproject van de Universiteit van Caracas, de Ciudad Universitaria de Caracas, van de Venezolaanse architect Carlos Raúl Villanueva. Otero integreerde onder meer een muurschildering in de architectuur van de Technische Faculteit.
Het hele project staat sinds 2000 op de Werelderfgoedlijst van de UNESCO.

## Museo de Artes Visuales Aljandro Otero
Na zijn dood, op 13 augustus 1990, werd het Museo de Arte la Rinconada in Caracas, te zijner ere omgedoopt in het Museo de Artes Visuales Alejandro Otero.

## Fotogalerij

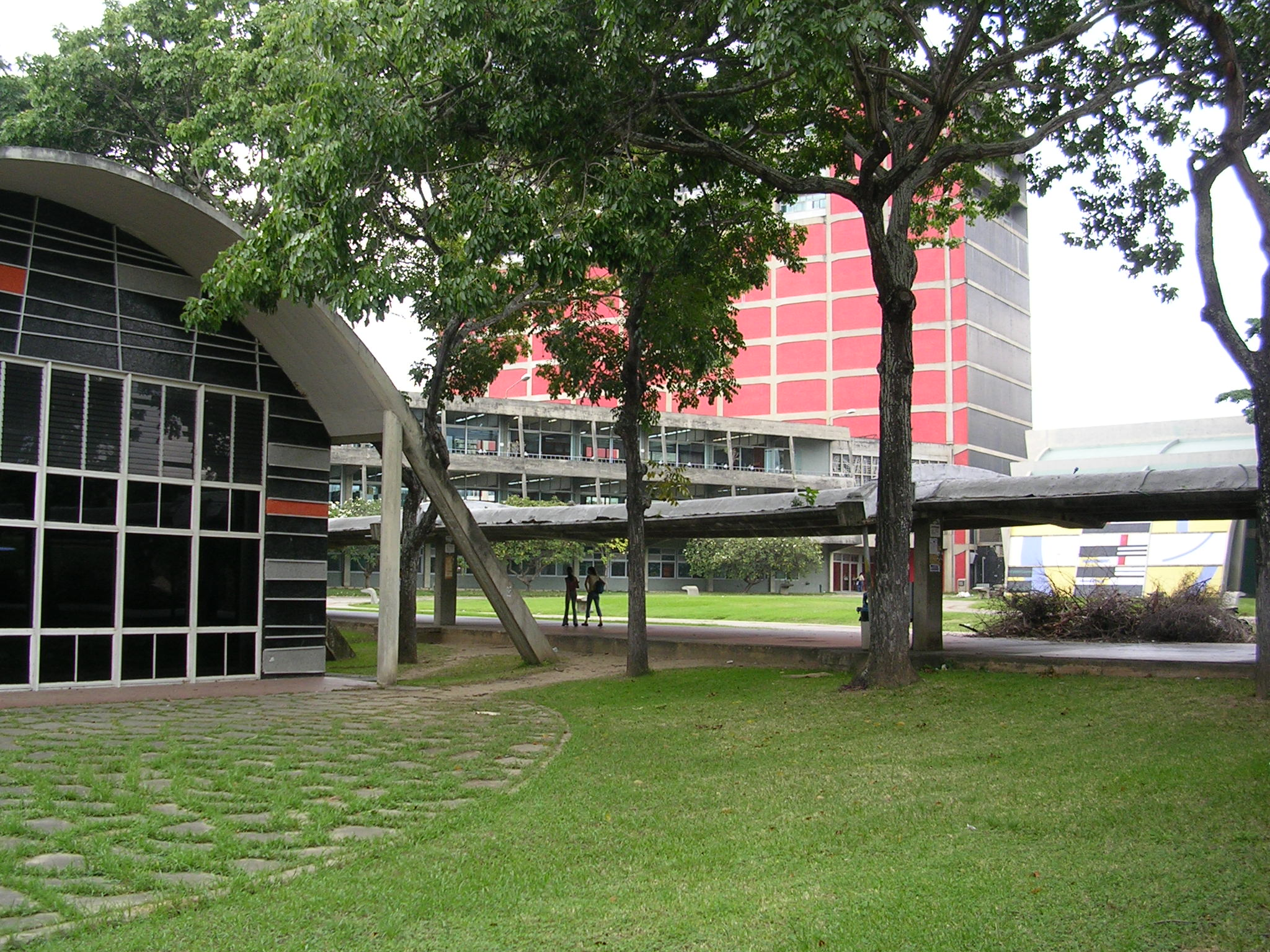
Muurschildering Universiteit van Caracas
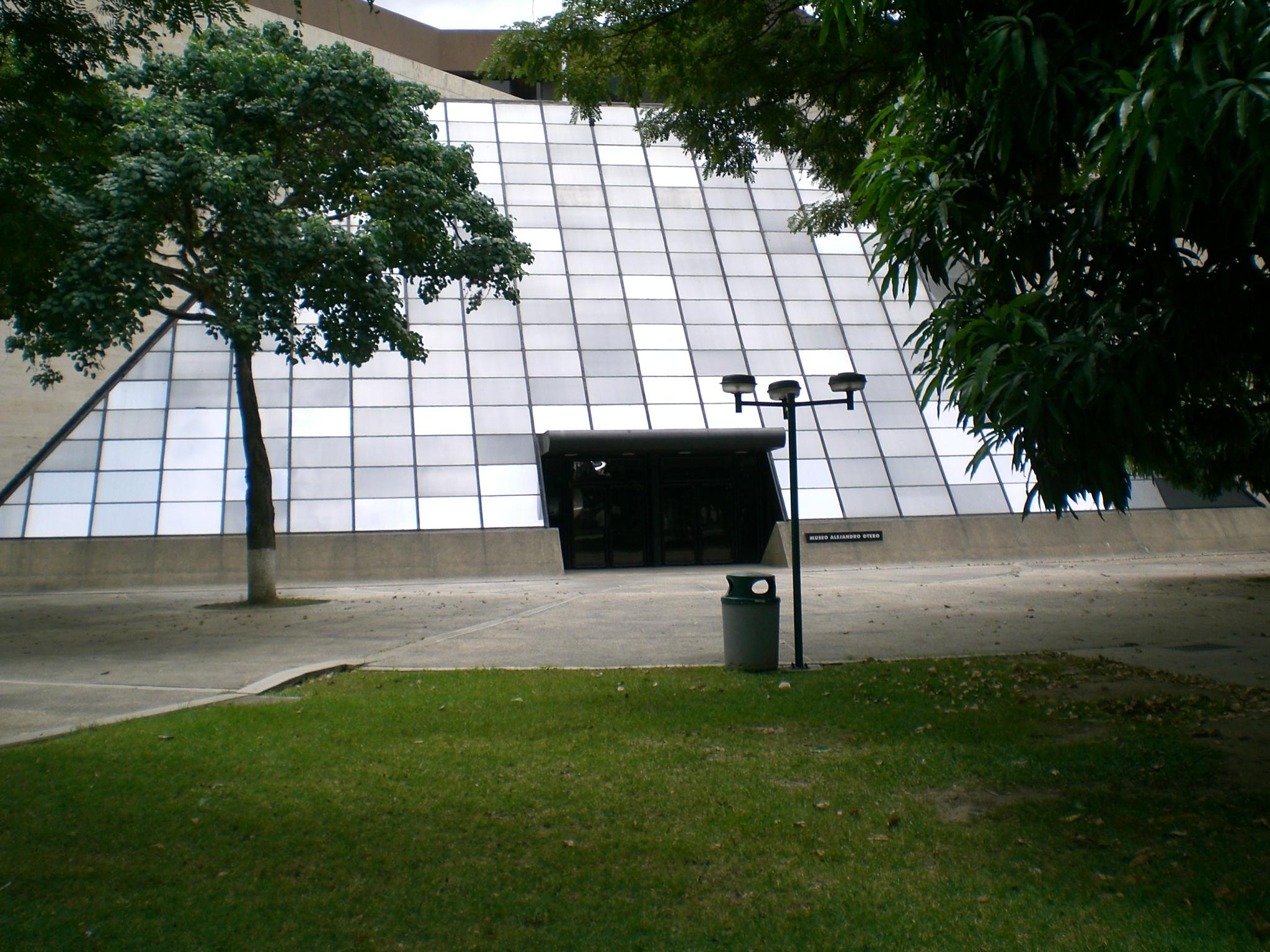
Museo de Artes Visuales Alejandro Otero
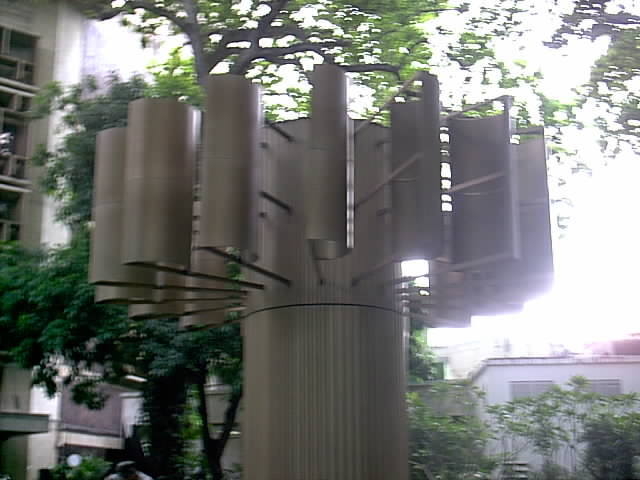
Museo de Bellas Artes